# Liechtensteiner Cup 1950/51
Der Liechtensteiner Cup 1950/51 war die sechste Austragung des Fussballpokalwettbewerbs der Herren in Liechtenstein. Der FC Triesen konnte seinen im Vorjahr gewonnenen Titel erfolgreich verteidigen.

## Teilnehmende Mannschaften
Folgende sieben Mannschaften nahmen am Liechtensteiner Cup teil:
| - FC Schaan - FC Schaan II - FC Vaduz - FC Balzers | - FC Balzers II - FC Triesen - FC Triesen II |

## Vorrunde
Die Vorrundenbegegnungen fanden am 15. August 1951 statt. Der FC Vaduz hatte für diese Runde ein Freilos.
| Datum      |              | Ergebnis |               |
| ---------- | ------------ | -------- | ------------- |
| 15.08.1951 | FC Triesen   | 10:00    | FC Balzers II |
| 15.08.1951 | FC Schaan    | 4:3      | FC Triesen II |
| 15.08.1951 | FC Schaan II | 0:3      | FC Balzers    |

## Halbfinale
|            | Ergebnis |            |
| ---------- | -------- | ---------- |
| FC Balzers | 2:3      | FC Triesen |
| FC Schaan  | 0:5      | FC Vaduz   |

## Finale
Das Finale fand am 16. September 1951 in Triesen statt.
| Datum      |            | Ergebnis |          |
| ---------- | ---------- | -------- | -------- |
| 16.09.1951 | FC Triesen | 3:1      | FC Vaduz |